# Mitsuo Watanabe
Mitsuo Watanabe (Prefectura de Tochigi, Japó, 4 de juny de 1953), és un exfutbolista japonès.

## Selecció japonesa
Mitsuo Watanabe va disputar 28 partits amb la selecció japonesa.